# Flickor under träd

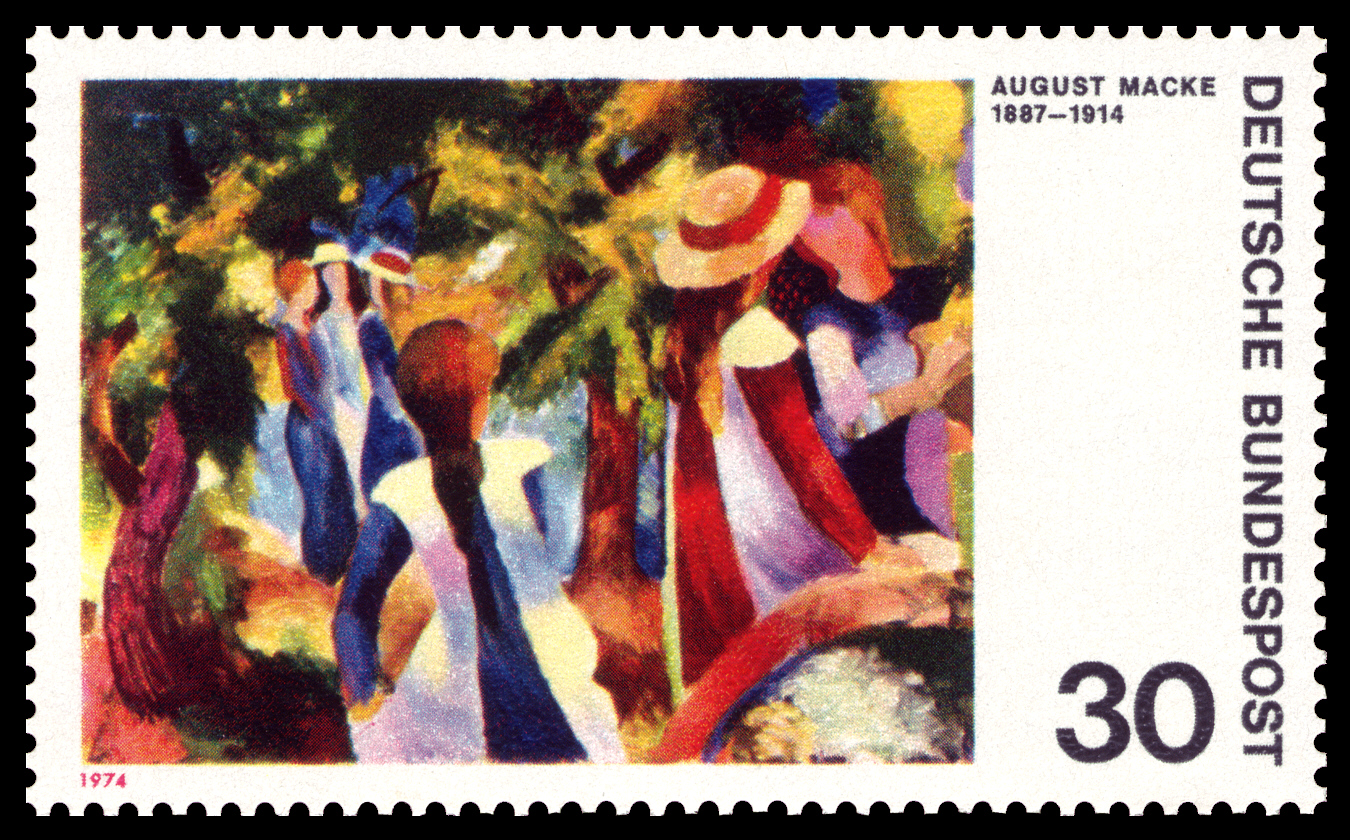
Västtyskt frimärke från 1974.

Flickor under träd (tyska: Mädchen unter Bäumen) är en oljemålning av den tyske expressionistiske konstnären August Macke. Den målades 1914 och ingår sedan 1964 i Pinakothek der Modernes samlingar i München. 
Macke var en förgrundsgestalt inom det tyska och europeiska konstnärslivet på 1910-talet och uppehöll sig ofta i Paris där han influerades av impressionismen, Henri Matisses fauvism, Pablo Picassos kubism, den italienska futurismen och Robert Delaunays orfism. Han utvecklade en självständig expressionism, ytmässigt förenklad och med rena, klara färger. Hans koloristiska bilder föreställer ofta ansiktslösa människor i stads- eller parkmiljö. 
Under en period 1913–1914 var Macke och hans familj bosatta i Hilterfingen vid Thunsjön i Schweiz. Där hade Macke en av sina mest kreativa perioder och förutom Flickor under träd tillkom bland annat Kvinna med parasoll framför en hattbutik och Kvinna i grön dräkt. Likt den senare skildrar Flickor under träd en vardagsscen i en park vid Thunsjön. Det är två grupper av människor; vuxna kvinnor i bakgrunden och yngre flickor i förgrunden. Flickornas lek bidrar till att ge tavlan värme. Målningen är Mackes största; dess dimensioner är 119,5 x 159 cm.   
Målningen tillhörde Nationalgalleriet i Berlin fram till 1930-talet då nazisterna bedömde den som "degenererad konst" (entartete Kunst) och sålde den till en privat samlare. Den hamnade i München 1964 då Sofie och Emanuel Fohn donerade sin samling till Pinakotheket.